# Yenikənd su anbarı
Yenikend Reservoir är en reservoar i Azerbajdzjan. Den ligger i den västra delen av landet, 300 km väster om huvudstaden Baku. Yenikend Reservoir ligger 100 meter över havet. Arean är 17,3 kvadratkilometer. Den sträcker sig 4,4 kilometer i nord-sydlig riktning, och 6,6 kilometer i öst-västlig riktning.
Trakten runt Yenikend Reservoir består till största delen av jordbruksmark. Runt Yenikend Reservoir är det ganska tätbefolkat, med 83 invånare per kvadratkilometer.